# 존 울먼의 일기
존 울먼의 일기(The Journal of John Woolman)는 존 울먼의 자서전으로 그의 사후인 1774년에 요셉 크루크샹크에 의해 출판되었다. 이 책은 북아메리카에서 가장 오랫동안 끊이지 않고 출판된 책중의 하나이다.
이 일기는 노예제 폐지운동과 반물질주의에 대한 내용을 논하였고, 권력이 타락할 수 있다는 것도 말하였다. 또한 지구상에 있는 만물에 신의 능력과 선함이 있다고 말하였다.